# Проективная группа
Проективная группа — группа преобразований проективного пространства, индуцируемых линейными преобразованиями соответствующего векторного пространства. Её элементы называются проективными преобразованиями — они обобщают проективные преобразования проективной плоскости. С матричной точки зрения проективная группа — это группа всех невырожденных матриц с точностью до скалярных матриц.

## Определение
Пусть {\displaystyle V} — векторное пространство над полем {\displaystyle F} (или, более обще, над телом {\displaystyle K}), а {\displaystyle GL(V)} — его полная линейная группа, то есть группа всех обратимых линейных преобразований. Эта группа коммутирует с гомотетиями {\displaystyle Z(V)} пространства {\displaystyle V} (умножениями на ненулевые константы поля {\displaystyle F}), а потому её элементы индуцируют преобразования проективного пространства {\displaystyle \mathbb {P} (V)=V/Z(V)} (факторпространство по действию группы {\displaystyle Z(V)}).
Некоторые из этих индуцированных преобразований действуют на {\displaystyle \mathbb {P} (V)} тривиально — это в точности элементы группы гомотетий {\displaystyle Z(V)\cong F^{*}} пространства {\displaystyle V}. Проективная группа — это факторгруппа по ядру действия:
{\displaystyle PGL(V)=GL(V)/Z(V)}.
Если в пространстве {\displaystyle V} явным образом выбрать координаты, то есть изоморфизм {\displaystyle V\cong F^{n}} для натурального {\displaystyle n}, получится
{\displaystyle PGL_{n}(F)=GL_{n}(F)/F^{*}},
то есть проективная группа является факторгруппой группы невырожденных матриц по подгруппе ненулевых скалярных матриц.

## Обобщения
Если вместо полной линейной группы {\displaystyle \mathbb {G} L(V)} взять специальную линейную группу {\displaystyle \mathbb {S} L(V)}, то есть ограничиться линейными преобразованиями с определителем 1, то получится проективная специальная линейная группа {\displaystyle PSL(V)}, также называемая унимодулярной проективной группой.

## Свойства
- Если {\displaystyle F_{q}} — конечное поле из {\displaystyle q} элементов, то порядок группы равен {\displaystyle |PSL_{n}(F_{q})|=(q-1,n)^{-1}q^{n(n-1)/2}(q^{n}-1)(q^{n-1}-1)\cdots (q^{2}-1)}[1].
- При {\displaystyle n\geqslant 2} группа {\displaystyle PSL_{n}(F)} проста, за исключением случаев {\displaystyle PSL_{2}(F_{2})} и {\displaystyle PSL_{2}(F_{3})}[1].